# Agustí Altisent
Agustí (Lluis) Altisent i Altisent (Santa Coloma de Queralt, 1923 - Poblet, 2004) fue monje cisterciense de Poblet, historiador y escritor español.

## Biografía
Su familia procedía de Anglesola (Urgel). Estudió en los hermanos de La Salle de la Bonanova, en Barcelona, graduándose luego como perito mercantil. En 1946 ingresó en el monasterio de Poblet, donde le fue impuesto el nombre de Agustí; profesó como monje en 1948. Cursados los estudios de filosofía y teología, fue ordenado sacerdote en 1952. Se licenció en Teología en la Universidad de Friburgo (Suiza) en 1953. En el monasterio ejerció los cargos de archivero y de director de la imprenta. En 1965 se licenció en Filosofía y Letras (sección de Historia) por la Universidad de Barcelona, y obtuvo el doctorado en 1974. De 1977 a 1988 fue profesor de la Universidad Rovira i Virgili de Tarragona, que en 2003 le homenajea con un volumen misceláneo y le concedió la Medalla de Oro. Era miembro numerario de la Real Academia de Buenas Letras de Barcelona, y correspondiente del Instituto de Estudios Catalanes y de la Real Academia Catalana de Bellas Artes de San Jorge. En 1969 obtuvo los premios Jaume Carner y Romeo y Enrique de Larratea del Instituto de Estudios Catalanes, y en 1997 la Generalidad de Cataluña le concedió la Cruz de Sant Jordi.
Se especializó en el estudio de la historia medieval, sobre todo la relacionada con su monasterio de Poblet y con la Orden cisterciense en general. El fruto más eminente de su trabajo histórico, además de innumerables artículos y trabajos de investigación, es la Historia de Poblet (Poblet, 1974), y el primer volumen del Diplomatari de Santa María de Poblet (Barcelona, 1993).
Sus artículos de pensamiento y de espiritualidad, aparecidos durante muchos años en La Vanguardia y en la Hoja Diocesana de Tarragona, Vich y Solsona, fueron recogidos y editados en los volúmenes Reflexiones de un monje (Ediciones Sígueme, Salamanca 1990), Al caer de la tarde, Reflexiones de un monje II (Ediciones Sígueme, Salamanca 1996), y en catalán el volumen Reflexions d'un monjo (Columna, Barcelona 2001). En 1984, un artículo de La Vanguardia fue  galardonado con el Premio Ramon Godó Lallana de Periodismo.